# Mais um Dia
Mais um Dia é o quarto álbum de estúdio da banda de rock cristão brasileira Livres para Adorar lançado em setembro de 2011 durante a ExpoCristã, e produzido por Ruben di Souza. É considerado um trabalho mais maduro do grupo, que mesclou várias sonoridades, mas baseadas no rock britânico.
A obra é conceitual, e sua pré-produção ocorreu após a morte de um amigo de infância do vocalista Juliano Son, que segundo ele estava passando por várias dificuldades e solidão, e decidiu cometer um suicídio. "Isso mexeu com a gente, mexeu comigo. Disso nasceu uma mensagem, nasceu uma música, nasceu um propósito e nasceu a razão do ‘Mais um dia’, que traz a conotação: ‘espera mais um pouquinho’. A noite escura vem, mas o sol certamente voltará a brilhar." As canções do trabalho, em grande maioria versam sobre esperança, a necessidade de se dar valor à vida em meio às dificuldades, o amor e a fidelidade de Deus.
A maior parte do repertório é assinado por Juliano Son, e algumas canções o cantor atuou como compositor em parceria com os músicos Adriano Alves e Dyck Friesen, integrantes do Livres para Adorar, dentre algumas versões. Para a mídia especializada, Mais um Dia apresentou um amadurecimento musical por parte da banda, sobretudo ocorrida com a parceria de Ruben di Souza na produção musical. O álbum foi gravado nos estúdios Mosh por Bill Reinikova, na cidade de São Paulo, mixado por F. Reid Shippen e masterizado no Sterling Sound por Ted Jensen.
Ainda, para a divulgação da obra dois videoclipes foram gravados, das canções "O Ladrão em Mim" e "Quando o Mundo cai ao meu Redor", ambos dirigidos por Hugo Pessoa. Em dezembro de 2012, a versão em DVD foi gravada, tendo a participação especial dos cantores Leonardo Gonçalves, Ana Paula Valadão, Pregador Luo e Fernandinho.

## Lançamento e recepção
| Críticas profissionais | Críticas profissionais |
| Avaliações da crítica  | Avaliações da crítica  |
| Fonte                  | Avaliação              |
| ---------------------- | ---------------------- |
| Super Gospel           | [ 8 ]                  |

Mais Um Dia foi liberado em setembro de 2011 pela gravadora Onimusic. O projeto recebeu uma avaliação favorável do portal Super Gospel. Segundo o texto, "Juliano Son não abriu mão de seu lado mais teatral e sombrio em um rock alternativo barulhento, sujo e grandioso.".
Em 2019, foi eleito pelo Super Gospel o 15º melhor álbum da década de 2010.

## Faixas
1. "Mais um dia"
2. "O Ladrão em Mim"
3. "Quando o Mundo cai ao meu Redor" (Eddie Kirkland e Steve Fee)
4. "Em Outro Lugar"
5. "Ele me Ama" (John Mark Mcmillan)
6. "Rei da Glória"
7. "Uma Vida Inteira"
8. "Ruas de Papel"
9. "Fez um Caminho"
10. "Santo" (Matt Gilman e Seth Yates)
11. "Um Lugar para descansar"
12. "Leva-me"